# Manuel Rosas Sánchez
Manuel Rosas Sánchez, apodado el Chaquetas (29 de febrero de 1912-20 de febrero de 1989), fue un futbolista mexicano.

## Carrera deportiva
Participó en la Copa del Mundo de 1930. En los primeros encuentros contra Francia y Chile, Rosas jugó su posición habitual, la de defensa; sin embargo, para el encuentro contra Argentina, Juan Luque de Serrallonga lo colocó en la delantera de interior derecho con la idea de que apoyara a la defensa cuando fuera necesario y atacara con su juego vigoroso. Fue el primer jugador mexicano en la historia de la Copa Mundial de la FIFA que anotó dos goles: en esa ocasión, al portero argentino Ángel Bossio, uno de penal minuto 42 y otro de tiro de castigo minuto 65 en el mismo juego frente a Selección de fútbol de Argentina, 19 de julio de 1930. Sus hermanos Felipe Rosas y Juan Rosas fueron seleccionados para participar en la Copa del Mundo. Los tres fueron fundadores del CF Atlante. Con el gol que marcó durante la Copa Mundial de la FIFA se convirtió en el momento en el jugador más joven que anotó un gol en la Copa Mundial de la FIFA, aunque después fue superado por Pelé en ese registro, pero él aún mantiene el segundo lugar. Fue el primer jugador en anotar un autogol en la historia de los mundiales, lo que lo convierte en el primer doblete mexicano y fue hasta 1970 donde fue alcanzado por el cabo valdivia con dos goles.

### Participaciones en Copas del Mundo
| Mundial                        | Sede    | Resultado    |
| ------------------------------ | ------- | ------------ |
| Copa Mundial de Fútbol de 1930 | Uruguay | Primera Fase |